# Carrera (by)

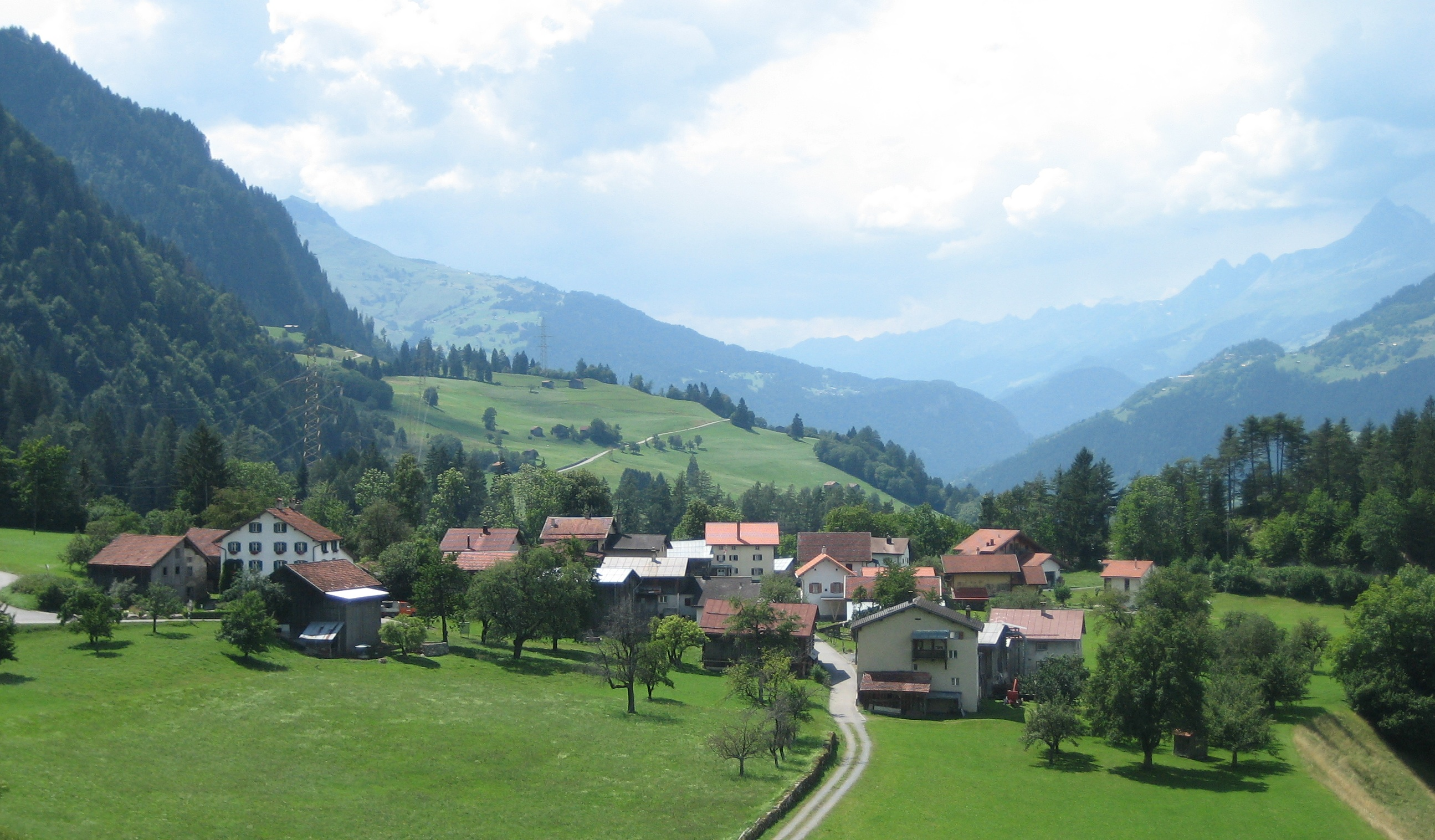
Carrera

Carrera är en liten by i kommunen Safiental i regionen Surselva i Graubünden i Schweiz. Byn har ungefär 20 invånare. Närmaste större ort är Ilanz/Glion. 
Carrera ligger på vägen mellan Valendas i väster och Versam i öster, strax öster om där vägen korsar vattendraget Carrera. 
I Carrera börjar även den gamla leden som kallas Carrera, som leder söderut över bergen och genom ett pass över till Tenna i Safiental.